# NGC 1669
NGC 1669 est une galaxie spirale située dans la constellation de la Dorade. NGC 1669 a été découverte par l'astronome britannique John Herschel en 1835.

## Caractéristiques
Sa vitesse par rapport au fond diffus cosmologique est de 5 651 ± 20 km/s, ce qui correspond à une distance de Hubble de 83,4 ± 5,8 Mpc (∼272 millions d'al).